# Liga Celta 2008-09
La Temporada 2008-09 de la Liga Celta de rugby fue la octava edición de la liga profesional de rugby union.
De entre los 10 equipos que participaron esta temporada, 4 de ellos son irlandeses: Connacht, Leinster, Munster y Ulster; cuatro galeses: Cardiff Blues, Newport Gwent Dragons, Ospreys y el Scarlets y  dos escoceses: Edinburgh y el Glasgow Warriors.

## Clasificación
- 4 puntos por ganar.
- 2 puntos por empatar.
- 1 punto bonus por perder por siete puntos o menos.
- 1 punto bonus por anotar cuatro o más tries en un partido.

| Pos. | Equipo            | PJ | Gan | Emp | Per | PaF | PeC | Dif  | BP | Pts |
| ---- | ----------------- | -- | --- | --- | --- | --- | --- | ---- | -- | --- |
| 1    | Munster Rugby     | 18 | 14  | 0   | 4   | 405 | 257 | 148  | 7  | 63  |
| 2    | Edinburgh Rugby   | 18 | 11  | 0   | 7   | 416 | 296 | 120  | 11 | 55  |
| 3    | Leinster Rugby    | 18 | 11  | 1   | 6   | 401 | 270 | 131  | 6  | 52  |
| 4    | Ospreys Rugby     | 18 | 11  | 0   | 7   | 397 | 319 | 78   | 8  | 52  |
| 5    | Llanelli Scarlets | 18 | 9   | 0   | 9   | 376 | 395 | -19  | 4  | 40  |
| 6    | Cardiff Blues     | 18 | 8   | 1   | 9   | 322 | 361 | -39  | 4  | 38  |
| 7    | Glasgow Warriors  | 18 | 7   | 0   | 11  | 349 | 375 | -26  | 9  | 37  |
| 8    | Ulster Rugby      | 18 | 7   | 0   | 11  | 298 | 331 | -33  | 8  | 36  |
| 9    | Newport Dragons   | 18 | 7   | 0   | 11  | 305 | 429 | -124 | 5  | 33  |
| 10   | Connacht Rugby    | 18 | 4   | 0   | 14  | 224 | 460 | -236 | 4  | 20  |

|  | Campeón. |

| Bandera de Irlanda |
| Campeón Munster    |
| Segundo título     |